# Mecodina variata
Mecodina variata är en fjärilsart som beskrevs av Robinson 1969. Mecodina variata ingår i släktet Mecodina och familjen nattflyn. Inga underarter finns listade i Catalogue of Life.